# 변동성지수

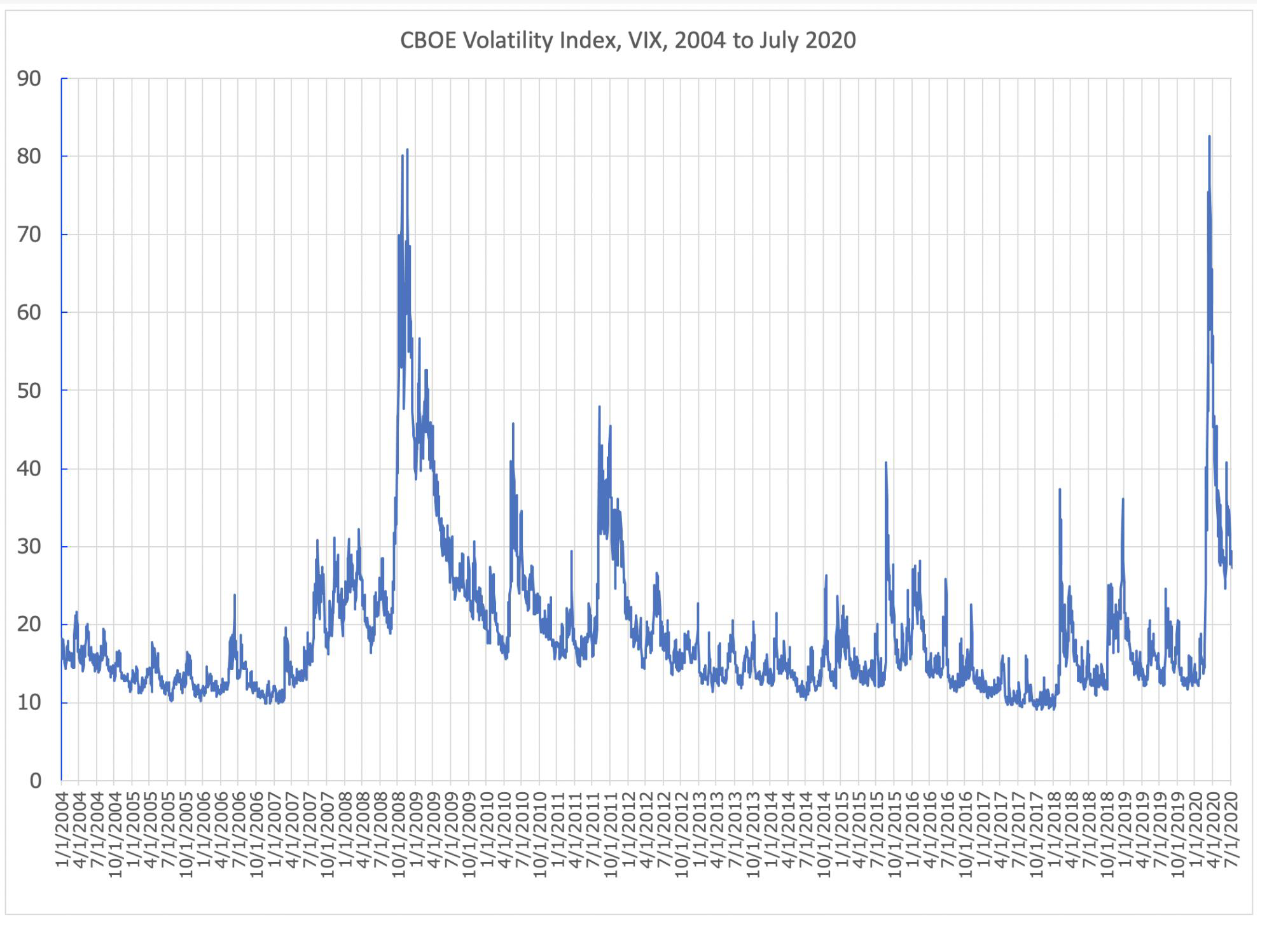
CBOE 변동성지수 (VIX) 2004–2020.

변동성지수(變動性指數) 또는 VIX(영어: volatility index)는 주식 시장이 S&P 500 지수 옵션에 기반한 변동성을 측정하는 한 방식이다. CBOE(Chicago Board Options Exchange)의 변동성 지수 등에 사용된 것으로 잘 알려져 있다.
VIX 지수는 S&P 500 옵션에서 파생된 변동성지수이며 각 옵션의 가격은 30일 전향적 변동성 예측을 대표한다.

## VIX 공식
{\displaystyle VIX={\sqrt {{\frac {2e^{r\,\!\tau }}{\tau }}\left(\int _{0}^{F}{\frac {P(K)}{K^{2}}}dK+\int _{F}^{\infty }{\frac {C(K)}{K^{2}}}dK\right)}}}